# Danforth (Maine)
Danforth – miasto w Stanach Zjednoczonych, w stanie Maine, w hrabstwie Washington.